# Список экорегионов Намибии
Ниже приведен список экорегионов в Намибии, согласно Всемирному Фонду дикой природы (ВФП).

## Наземные экорегионы
по основным типам местообитаний

### Тропические и субтропические луга, саванны и кустарники
- Ангольские редколесья мопане
- Акациево-бэйкиевые редколесья Калахари
- Замбезийские редколесья Байкиаэа[англ.]
- Замбезийские редколесья мопане[англ.]

### Затопленные луга и саванны
- Солончаки Этоши
- Затопленные луга Замбези

### Пустыни и засухоустойчивые кустарники
- Калахари
- Пустыня Каоковельд
- Кару
- Намиб
- Намибийские саванны
- Суккуленты Карру

## Пресноводные экорегионы
по биорегиону

### Замбези
- Этоша
- Калахари
- Замбези
  - Пойма Верхней Замбези
- Пойма Окаванго

## Морские экорегионы
- Namaqua
- Намиб